# Pièces lyriques
Les Pièces lyriques (en norvégien: Lyriske stykker) sont 66 pièces pour piano composées par Edvard Grieg de 1867 à 1901 et réparties en 10 recueils. Cette collection comprend plusieurs de ses morceaux les plus connus, tels que Jour de noces à Troldhaugen, Au printemps, la célèbre Marche des Trolls ou encore Papillon. Le thème de l'Arietta était l'une des mélodies préférées du compositeur ; en outre, il l'a réutilisée pour la dernière de ses pièces lyriques, Souvenirs.
La pianiste brésilienne Isabel Mourão a été le premier artiste à enregistrer l’intégrale des Pièces Lyriques. Son enregistrement est un sommet dans l’histoire de l’interprétation de la musique pour piano de Grieg. En 2002, le pianiste norvégien Leif Ove Andsnes a enregistré 24 des pièces lyriques de Grieg sur piano à queue Steinway de 1892 à Troldhaugen, la résidence du compositeur.

## Huit pièces lyriquesop. 12

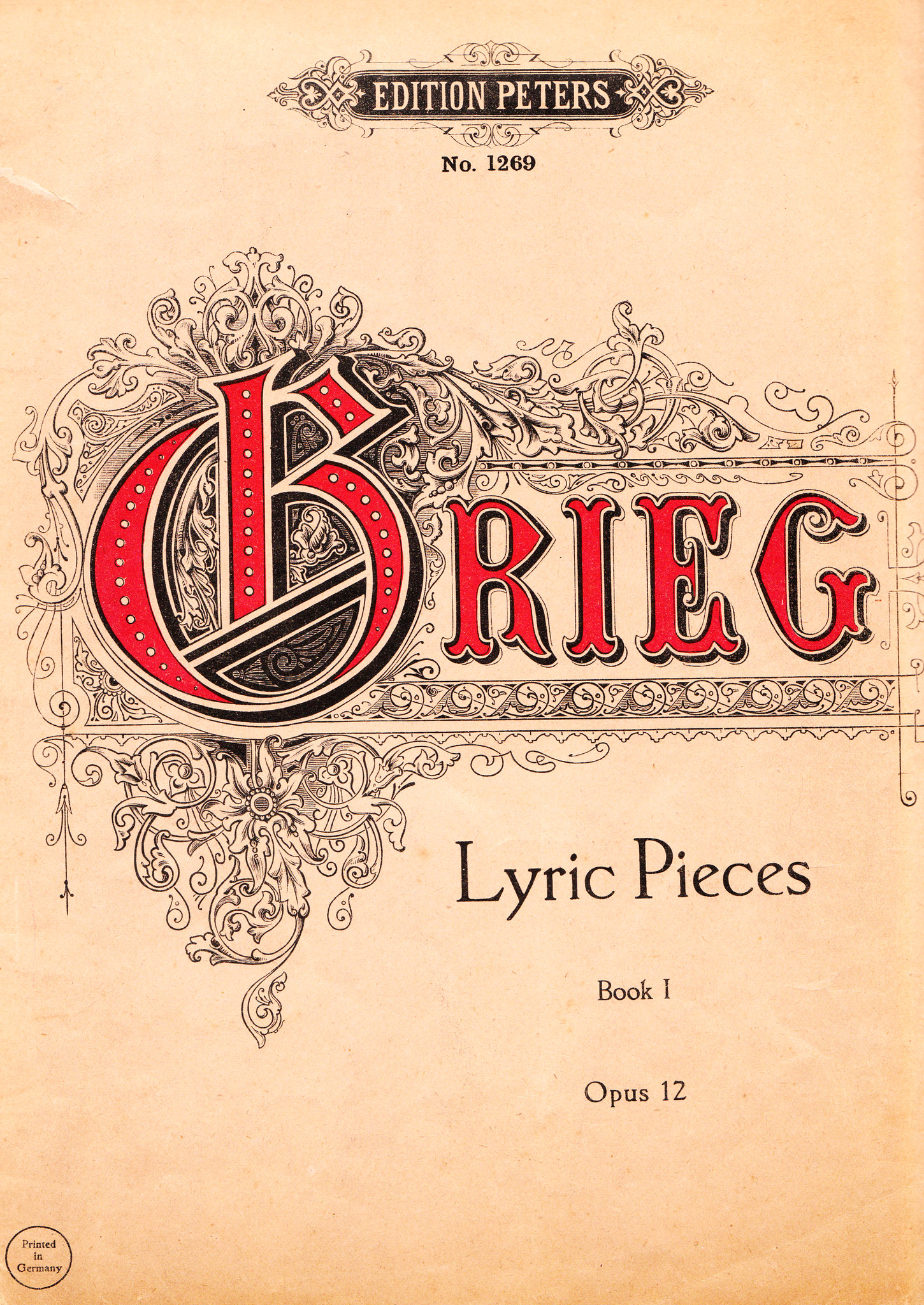
Première page du 1er recueil op. 12

Composées de 1866 à 1867, elles sont publiées en 1867 chez Horneman ; le recueil est dédié à Betty Egeberg.
- Arietta op. 12 no 1 - en mi bémol majeur, Poco andante e sostenuto
- Vals (Valse) op. 12 no 2
Il s'agit d'une valse à 3 temps en la mineur, marquée Allegro moderato. Dans la partie A, Grieg expose son thème, viennent ensuite quelques accords. Une fois rejouée, arrive la partie B : la main gauche expose une mélodie en la majeur tandis que la main droite marque les second et troisième temps. Le thème A et ses accords sont ensuite réexposés une fois ; la pièce se termine par une coda reprenant le thème B de façon plus calme.
- Vektersang (Chant du gardien ou du veilleur de nuit) op. 12 no 3
La pièce commence par le chant du veilleur de nuit, mélodie simple en mi majeur. Cette mélodie est suivie par une plainte en sol dièse mineur qui se termine sur un accord de dominante. Le tout est rejoué une fois puis se termine par la mélodie qui conclut cette section. Ensuite, l'intermezzo en mi mineur évoquant les esprits de la nuit : après un accord de tonique (ré majeur), Grieg module en fa majeur pour arriver sur un nouvel accord de tonique (si majeur). Les esprits de la nuit reviennent, puis se dissipent ; le gondolier peut alors reprendre son chant ; la pièce se termine dans la joie.
Grieg composa cette pièce après une performance de la tragédie Macbeth de William Shakespeare.
- Alfedans (Danse des sylphes) op. 12 no 4 - en mi mineur, Molto Allegro e sempre staccato
- Folkevise (Mélodie populaire) op. 12 no 5 - en fa dièse mineur, con moto
- Norsk (Mélodie norvégienne) op. 12 no 6 - en ré majeur, presto marcato
- Albumblad (Feuillet d'album) op. 12 no 7 - en mi mineur, Allegretto e dolce
- Fedrelandssang (Chant national) op. 12 no 8 - en mi bémol majeur, Maestoso

## Huit pièces lyriquesop. 38
Composées en 1883 (sauf indication contraire), elles sont publiées en 1883 chez Peters. Le recueil est dédié à Betty Egeberg.
- Berceuse op. 38 no 1 - sol majeur, allegretto tranquillo
- Folkevise (Mélodie populaire) op. 38 no 2 - en mi mineur, allegro con moto
- Melodi (Mélodie) op. 38 no 3 - en ut majeur, allegretto
- Halling (Danse) op. 38 no 4 - en sol mineur, allegro marcato
- Springdans (Danse de printemps) op. 38 no 5 - en sol majeur, allegro giocoso
- Elegi (Élégie) op. 38 no 6 - en la mineur, allegretto simplice
- Vals (Valse) op. 38 no 7 - en mi mineur, poco allegro
La Valse fut composée en 1866 puis révisée en 1883.
- Kanon (Canon) op. 38 no 8 - en si bémol mineur, allegretto con moto
Le Canon fut composée vers 1877-1878, puis révisé en 1883.

## Six pièces lyriquesop. 43
Probablement composées en 1886, la publication a lieu la même année chez Peters ; elles sont dédiées au professeur Isidor Seiss.
- Sommerfugl (Papillon) op. 43 no 1 - en la majeur, allegro grazioso
- Ensom vandrer (Voyageur solitaire) op. 43 no 2 - en si mineur, allegro semplice
- I hjemmet (Dans mon pays) op. 43 no 3 - en fa dièse majeur, poco andante
- Liten fugl (Oisillon) op. 43 no 4 - en ré mineur, allegro leggiero
- Erotikk (Poème érotique) op. 43 no 5 - en fa majeur, lento molto
- Til våren (Au printemps) op. 43 no 6 - en fa dièse majeur, allegro appassionato

## Sept pièces lyriquesop. 47
Composées de 1886 à 1888 (sauf indication contraire), les sept pièces lyriques op. 47 sont publiées en 1888 chez Peters ; elles sont dédiées à Elisabeth Hornemann.
- Valse-Impromptu op. 47 no 1 - en mi mineur, allegro con moto
- Albumblad (Feuillet d'album) op. 47 no 2  - en fa majeur, allegro vivace e grazioso
- Melodi (Mélodie) op. 47 no 3
La mélodie déroule, comme son nom l'indique, une mélodie endolorie en la mineur

Allegretto.
- Halling op. 47 no 4  - en ré majeur, allegro
- Melankoli (Mélancolie) op. 47 no 5  - en la mineur, largo
- Springtanz (Danse de printemps) op. 47 no 6  - en sol majeur, allegro vivace
Probablement composée en 1872, la Danse de printemps fut révisée en 1888.
- Elegi (Élégie) op. 47 no 7  - en si mineur, poco andante

## Six pièces lyriquesop. 54
Composées de 1889 à 1891, la publication en est faite en 1891. Dédiées à Julius Röntgen, les quatre premières pièces furent orchestrées plus tard sous le nom de Suite Lyrique
- Gjetergutt (Garçon vacher) op. 54 no 1 - en sol mineur, andante espressivo
- Gangar (Marche norvégienne) op. 54 no 2 - en ut majeur, allegretto marcato
- Trolltog (Marche des trolls) op. 54 no 3
La Marche des trolls est une pièce en ré mineur marquée Allegro moderato. Elle est de structure ABA :
* la partie A est une marche entraînante qui donne son titre à l'œuvre ;
* la partie B, plutôt calme, laisse place à une douce mélodie en ré majeur ;
* la mélodie terminée, revient la marche de la partie A. La pièce se finit sur deux accords laissant place à l'imagination (ré-la-ré) ; cependant, la pièce semble plutôt finir gaiement, en ré majeur.
- Notturno (Nocturne) op. 54 no 4 - en ut majeur, andante
- Scherzo op. 54 no 5 - en mi mineur, prestissimo leggiero
- Klokkeklang (Son des cloches) op. 54 no 6 - en ut majeur, andante

## Six pièces lyriquesop. 57

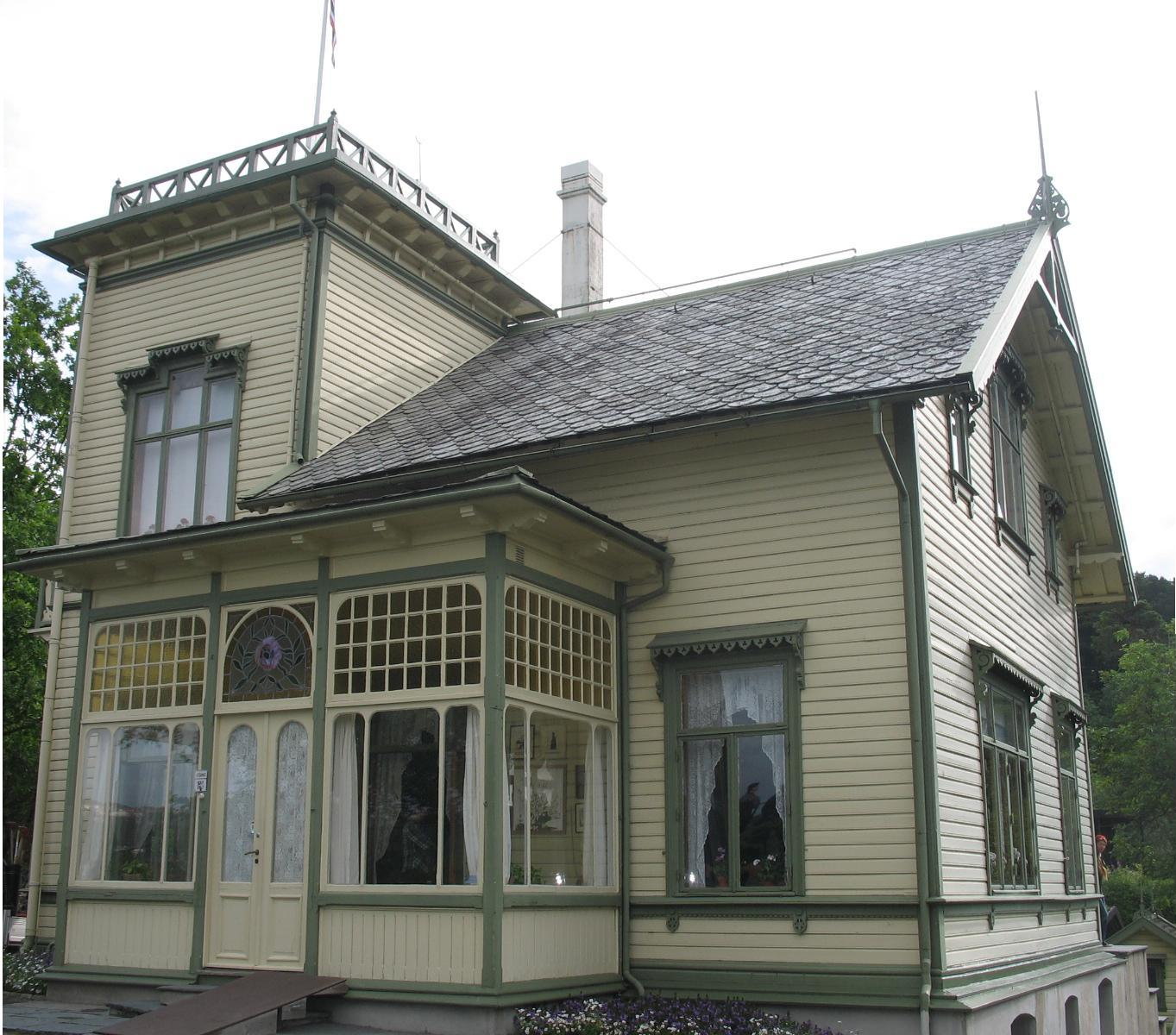
Troldhaugen, la maison d'Edvard Grieg

Les six pièces lyriques op. 57 furent composées de 1890 à 1893 puis publiées en 1893. Le recueil est dédié à Hermann Scholtz.
- Svundne dager (Jours écoulés) op. 57 no 1 - en ré mineur, andantino
- Gade op. 57 no 2 - en la majeur, allegro grazioso
- Illusjon (Illusion) op. 57 no 3 - en la mineur, allegretto serioso
- Geheimniss (Secret) op. 57 no 4 - en sol majeur, andante espressivo
- Sie tanzt (Elle danse) op. 57 no 5 - en ut majeur, tempo di valse
- Heimweh (Mal du pays) op. 57 no 6 - en mi mineur, andante

## Six pièces lyriquesop. 62
Composées de 1893 à 1895, la publication fut faite en 1895.
- Sylfide (Sylphe) op. 62 no 1 - en si mineur, allegretto con moto
- Takk (Gratitude) op. 62 no 2 - en sol majeur, allegro semplice
- Fransk serenade (Sérénade française) op. 62 no 3 - en la majeur, andantino graciozo
- Bekken (Ruisseau) op. 62 no 4 - en si mineur, allegro leggiero
- Drømmesyn (Vision) op. 62 no 5 - en la majeur, poco andante ed espressivo
- Hjemad (Vers la patrie) op. 62 no 6 - en mi majeur, allegro giocoso alla marcia

## Six pièces lyriquesop. 65
Les six pièces lyriques op. 65 furent composées en 1896 puis publiées en 1897.
- Fra ungdomsdagene (De la jeunesse) op. 65 no 1 - en ré mineur, allegro moderato e tranquillo
- Bondens sang (Chant du paysan) op. 65 no 2 - en la majeur, andante simplice
- Tungsinn (Mélancolie) op. 65 no 3 - en si mineur, andante espressivo
- Salong (Salon) op. 65 no 4 - en la majeur, allegretto con grazia
- I balladetone (Ballade) op. 65 no 5 - en ut mineur, lento lugubre
- Bryllupsdag på Troldhaugen (Jour de noces à Troldhaugen) op. 65 no 6 - en ré majeur, tempo di marcia un poco vivace
Initialement appelée Gratulantene kommer, Grieg modifie le titre de la pièce peu avant sa publication en 1897, pour commémorer ses noces avec Nina qui eurent lieu cinq ans avant, le 11 juin 1892.

## Six pièces lyriquesop. 68
Composées de 1898 à 1899 et publiées en 1899.  Aften på højfjellet (Soir dans les montagnes) et Bådnlåt (Au berceau) furent orchestrées en 1899.
- Matrosenes oppsang (Chant des matelots) op. 68 no 1 - en ut majeur, allegro vivace e marcato
- Bestemors menuet (Menuet de la grand-mère) op. 68 no 2 - en sol majeur, allegretto graciozo e leggierissimo
- For dine føtter (À tes pieds) op. 68 no 3 - en ré majeur, poco andante e molto espressivo
- Aften på højfjellet (Soir dans les montagnes) op. 68 no 4 - en mi mineur,  allegretto - andante espressivo
- Bådnlåt (Au berceau) op. 68 no 5 - en mi majeur, allegretto tranquillamente
- Valse mélancolique (Valse mélancolique) op. 68 no 6 - en sol mineur, tempo di valse tranquillo

## Sept pièces lyriquesop. 71
Les sept pièces lyriques op. 71 furent composées et publiées en 1901 ; elles sont dédiées à Mine Röntgen. 
- Det var engang (Il y avait une fois) op. 71 no 1 - en mi mineur, andante con moto, puis mi majeur, allegro brioso
- Sommeraften (Soir d'été) op. 71 no 2 - en ré bémol majeur, allegretto tranquillamente
- Småtroll (Petit Troll) op. 71 no 3
Petit Troll (mi bémol mineur) décrit les aventures d'un jeune troll. De par le protagoniste (le jeune troll) et le rythme entraînant (Allegro Molto), cette pièce ressemble à la Marche des Trolls du même compositeur.
- Skogstillhet (Repos de forêt) op. 71 no 4 - en si majeur, lento
- Halling op. 71 no 5 - en ut majeur, allegro molto
- Forbi (Passé) op. 71 no 6 - en mi mineur, andante doloroso
- Etterklang (Souvenirs) op. 71 no 7 - en mi bémol majeur, tempo di valse

## Discographie
Les pianistes Sviatoslav Richter et Emil Gilels ont chacun joué une sélection des 66 pièces lyriques.
Le pianiste et compositeur russe Sergueï Rachmaninoff a enregistré deux pièces lyriques : la Valse et la Danse des Sylphes op. 12.
D'autres pianistes remarquables ont également gravés des enregistrements des pièces lyriques : Walter Gieseking, Alexander Goldenweiser, Mikhaïl Pletnev, Eva Knardahl, Andreï Gavrilov, Håkon Austbø, Einar Steen-Noekleberg, et Gerhard Oppitz. Il est à noter que Grieg a lui aussi enregistrés quelques-unes de ses pièces lyriques pour le label norvégien Simax.